# Kamienica Leona Feliksa Goldstanda w Warszawie
Kamienica Leona Feliksa Goldstanda – kamienica znajdująca się w Warszawie, na rogu ulicy Kredytowej 9 i placu Dąbrowskiego 8.
W momencie powstania była jedną z najwyższych kamienic Warszawy. Po II wojnie światowej została pozbawiona wystroju, obniżona do pięciu kondygnacji i przekazana Wydawnictwom Szkolnym i Pedagogicznym.

## Historia
Kamienica została zbudowana w latach 1912-1916 przy ówczesnym placu Zielonym, w perspektywie ówczesnej ulicy Erywańskiej (po 1916 przemianowanej na Kredytową). Inicjatorem jej zaprojektowania i inwestorem był Leon Feliks Goldstand. Projektantami budynku byli architekci Józef Napoleon Czerwiński oraz Juliusz bądź Wacław Heppen. Ośmiopiętrowy budynek był jednym z najwyższych w mieście. Empirową fasadę zdobiły płaskorzeźby oraz jońskie i korynckie półkolumny. Fasadę od strony placu wieńczyła masywna attyka.
Po I wojnie światowej (od 1919) w budynku miało siedzibę Ministerstwo Robót Publicznych. Na parterze (od strony ul. Kredytowej) mieściła się kawiarnia nazywana „Dużą“ lub „Wielką Ziemiańską“ (filia „Małej Ziemiańskiej”), zaś od strony placu – dancing „Kakadu” w stylu amerykańskim.
Podczas II wojny światowej kamienica została w niewielkim stopniu uszkodzona, choć w powstaniu warszawskim funkcjonowała tu radiostacja wraz ze szpitalem.
Po wojnie, w latach 1946-1947 została gruntownie przebudowana. Wówczas usunięto kilka kondygnacji oraz zwieńczenie fasady od strony placu Dąbrowskiego, zamieniono także układ okien i usunięto wszystkie dekoracje.
Od września 1946 przez kolejne 57 lat kamienica była główną siedzibą Wydawnictw Szkolnych i Pedagogicznych.
Współcześnie kamienica prezentuje się bardzo skromnie.

## Galeria

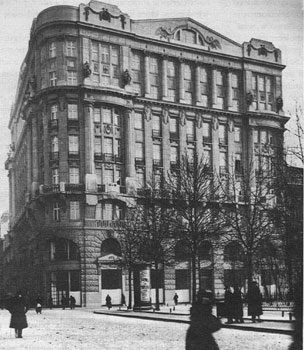
Kamienica ok. 1915
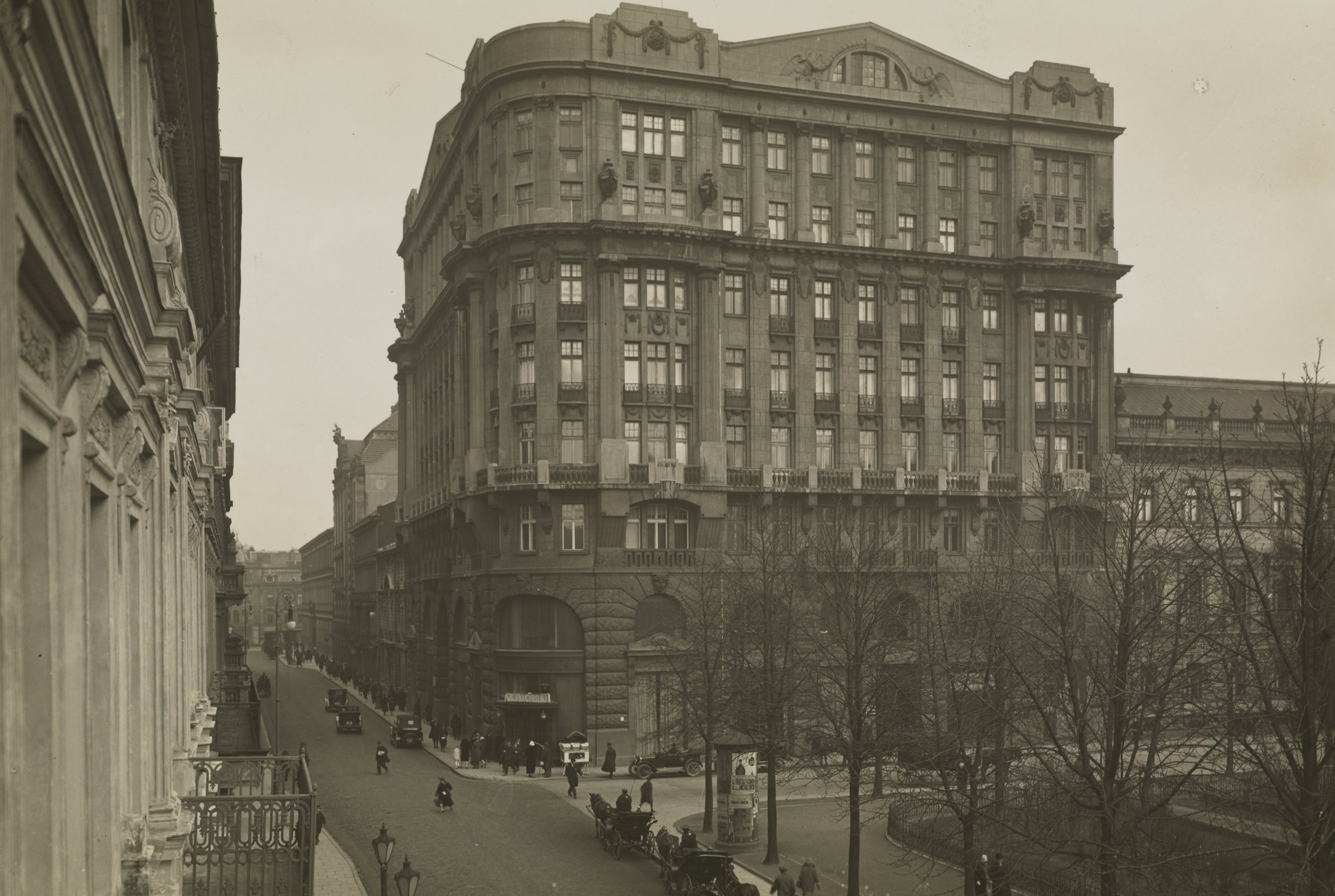
Kamienica po 1931